# رباط میاندهی
رباط میاندهی مربوط به دوره صفوی است و در شهرستان مه‌ولات، روستای میاندهی واقع شده و این اثر در تاریخ ۹ اردیبهشت ۱۳۸۲ با شمارهٔ ثبت ۸۵۶۹ به‌عنوان یکی از آثار ملی ایران به ثبت رسیده است.